# Giovanna Rosadini

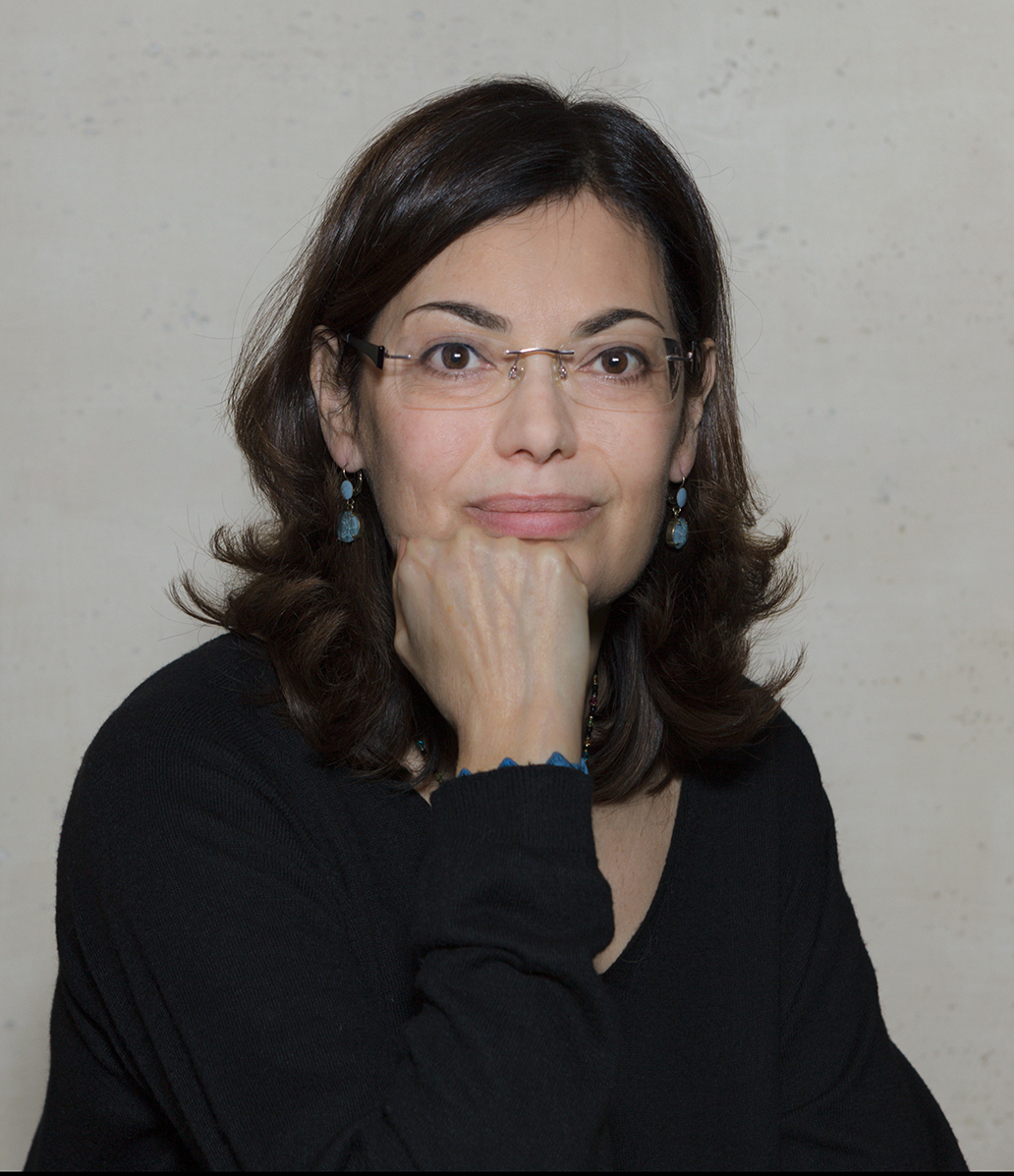
Giovanna Rosadini, Roma 2015

Giovanna Rosadini (Genova, 1963) è una poetessa italiana.

## Biografia
Nata a Genova nel 1963, si è laureata all'Università Ca' Foscari Venezia in Lingue e Letterature Orientali e vive e lavora a Milano. 
Ha lavorato come redattrice ed editor per Einaudi fino al 2004 e, dopo aver curato un'opera di Alda Merini, ha esordito nel 2008 con la raccolta di liriche Il sistema limbico.
Ha pubblicato in seguito altre quattro raccolte di versi di cui due incluse nella collana Collezione di poesia e curato l'antologia Nuovi poeti italiani 6.
Con Fioriture capovolte ha vinto la XXXI edizione del Premio Letterario Camaiore.
Con l’autoantologia che include una sezione di inediti Frammenti di felicità terrena ha vinto l’ottava edizione del Premio internazionale di Letteratura Alda Merini.
È direttrice editoriale della rivista di poesia, critica e letteratura Atelier (periodico).

## Opere

### Poesia
- Il sistema limbico, Borgomanero, Atelier, 2008, ISBN 978-8889520239.
- Unità di risveglio, Torino, Einaudi, 2010, ISBN 978-88-06-19154-2.
- Il numero completo dei giorni, Torino, Aragno, 2014, ISBN 978-88-8419-666-8.
- Fioriture capovolte, Torino, Einaudi, 2018, ISBN 978-88-06-23819-3.
- Frammenti di felicità terrena, Faloppio, LietoColle, 2019, ISBN 978-88-9382-147-6.
- Un altro tempo, Latiano (BR), Interno Poesia Editore, 2021, ISBN 978-88-85583-58-0.

### Antologie
- Il segno della parola: poeti italiani contemporanei a cura di Rossella Frollà, Novara, Interlinea, 2012 ISBN 978-88-8212-874-6.
- Come tornare a casa. Antologia delle collezioni Parsifal/Macadamia, a cura di Andrea Temporelli, Borgomanero (NO), Giuliano Ladolfi editore, 2021 ISBN 978-88-66445-79-1.
- Poeti italiani nati negli anni '60, a cura di Francesco Napoli, Latiano (BR), Interno Poesia Editore, 2024 ISBN 9791281315143.

### Curatele
- Clinica dell'abbandono di Alda Merini, Torino, Einaudi, 2003 ISBN 88-06-16505-4.
- Nuovi poeti italiani 6 di AA. VV., Torino, Einaudi, 2010 ISBN 978-88-06-21088-5.

### Prefazioni e postfazioni
- Postfazione a Pietra lavica di Francesco Iannone, Nino ARAGNO Editore, 2016
- Postfazione a Telegrammi di Anna Ruotolo, 'round midnight edizioni, 2016
- Prefazione a Scripta non manent di Sandro Pecchiari, Samuele Editore, 2018
- Prefazione a Tre di uno di Beatrice Cristalli, Interno Poesia Editore, 2018
- Prefazione a La resa del grazie di Paola Mancinelli, Giuliano Ladolfi Editore, 2019
- Prefazione a Quarta stella di Gisella Genna, Interno Poesia Editore, 2019
- Prefazione a Fin qui visse un uomo di Gerardo Masuccio, Interno Poesia Editore, 2019
- Prefazione a Desunt nonnulla (piccole omissioni) di Sandro Pecchiari, Arcipelago Itaca, 2020
- Prefazione a Sacro cuore di Franca Alaimo, Ladolfi, 2020
- Prefazione a Esercizi d’addio di Piera Oppezzo, Interno Poesia Editore, 2021
- Prefazione a Un’ossatura per il volo di Raffaela Fazio, Raffaelli Editore, 2021
- Prefazione a Litanie del silenzio di Giancarlo Stoccoro, Giuliano Ladolfi Editore, 2021
- Prefazione a 7 poemetti di Franca Alaimo, Interno Libri Edizioni, 2022
- Prefazione a La causa dei giorni di Cinzia Demi, Interno Libri Edizioni, 2022
- Prefazione a Ribilanciare per sottrazione di Elisa Longo, Samuele Editore, 2023
- Prefazione ad Alfabeto bianco di Giancarlo Stoccoro, Helicon Editore, 2023
- Prefazione ad Impronte di luce di Marina Arbib, Sifre ‘iton 77, Tel Aviv 2023